# Pericampylus
Pericampylus är ett släkte av tvåhjärtbladiga växter. Pericampylus ingår i familjen Menispermaceae.
Kladogram enligt Catalogue of Life:
| Pericampylus | \| \| Pericampylus glaucus \| \| \| \| \| \| Pericampylus macrophyllus \| \| \| \| |
|              | \| \| Pericampylus glaucus \| \| \| \| \| \| Pericampylus macrophyllus \| \| \| \| |
|              | Pericampylus glaucus                                                               |
|              |                                                                                    |
|              | Pericampylus macrophyllus                                                          |
|              |                                                                                    |